# ドバイ・シティ・タワー
ドバイ・シティ・タワー (英: Dubai City Tower) は、アラブ首長国連邦・ドバイに建設が構想されている超高層ビル（ハイパービルディング）である。別名はバーティカル・シティ (Vertical City) 。

## 概要
ドバイ・シティ・タワーは完成すると2,400mの高さとなる予定で、2011年時点で建設予定の建築物の中では最も高い設計となっており、世界一高いビルであるブルジュ・ハリーファの約3倍である。ジュメイラ・ガーデン・シティプロジェクトの一部として提案されたもので、2008年8月25日にその設計が公表された。利用可能フロアは400階で、6棟のビルが螺旋を描いて100階ごとに連結され一つの構造物となるデザインが特徴である。上部には高さ400メートルのエネルギー生成可能な尖塔がそびえる。タワーの一部が海にはりだしてマリーナをつくり、クルーズ船の停泊地となる予定である。使用電力の予測量は、年間37,000 MWh、ピーク時は15 MWである。電力は太陽、熱、風によってまかなわれることになっている。